# قاسم‌آباد (گودین)
قاسم‌آباد روستایی در دهستان گودین بخش مرکزی شهرستان کنگاور استان کرمانشاه ایران است.

## جمعیت
بر پایه سرشماری عمومی نفوس و مسکن در سال ۱۳۹۵ این روستا بدون جمعیت بوده‌است.